# Kibris
Kibris: la ley del equilibrio és una pel·lícula espanyola dirigida per Germán Monzó el 2005.

## Sinopsi
L'ordre ha de governar el món i, per això, perquè hi hagi llum ha d'existir la foscor. És la llei de l'equilibri (Kibris), una regla que s'ha mantingut durant segles i per la qual perquè existeixi el bé ha d'existir el mal. Ara, una sèrie de vampirs s'està rebel·lant per a poder sortir de les tenebres i dominar el món de manera definitiva, traint així la doctrina de Drácula que es basa en la co-existència entre vampirs i humans. La idea del poder és atraient, però trencar el Kibris podria posar de debò perill als dos mons.

## Repartiment
- Lorena Bernal...	Betty
- David Fernández
- Eduardo Gómez
- Isamu Hirano
- Germán Monzó	 ...	Kuroi
- Mònica Pérez
- José Sancho...	Drácula
- María Santos
- Edu Soto
- Paula Vázquez...	Liza

## Producció
Germán Monzó (El poder de la venganza) és el director d'aquesta pel·lícula d'acció, aventures i arts marcials protagonitzada per José Sancho, Paula Vázquez i Lorena Bernal. Seleccionada al Festival Internacional de Cinema de Shanghai, Kibris és una producció espanyola sobre un tema molt recurrent en la literatura fantàstica: la contínua lluita entre els vampirs que prefereixen mantenir-se entre les ombres i aquells que no poden controlar les seves ànsies de poder, el constant enfrontament entre els qui assumeixen la força oculta i els qui no poden evitar mostrar el seu domini al món.

## Recepció
En general va rebre molt males crítiques, i fins i tot algú la considerà la pitjor pel·lícula de la història del cinema espanyol. Com a mostra, als Premis Godoy 2005 va guanyar el premi a la pitjor actriu (Paula Vázquez) i a la pitjor actriu de repartiment (Lorena Bernal)i fou nominada a pitjor pel·lícula, guió, actor de repartiment, direcció artística, banda sonora i efectes especials.